# Język tunjung
Język tunjung – język austronezyjski używany w indonezyjskich prowincjach Borneo Wschodnie i Borneo Środkowe, przez grupę ludności w kabupatenach Kutai Barat, Kutai Kartanegara i Barito Utara. Według danych z 2008 roku posługuje się nim 50 tys. osób.
Dzieli się na kilka dialektów: tunjung tengah, tunjung londong, tunjung linggang, pahu.